# Ochotona argentata
Thỏ cộc Helan Shan hay thỏ cộc bạc (Ochotona argentata) là một loài động vật có vú thuộc Họ Ochotona của Bộ Thỏ. Đây là loài đặc hữu của Trung Quốc được tìm thấy ở một khu vực nhỏ thuộc dãy núi Helan. Nó được liệt kê là có nguy cơ tuyệt chủng trong sách đỏ IUCN vào năm 2016. Loài này được Howell mô tả năm 1928.